# اریکا ایکوتا
اریکا ایکوتا (انگلیسی: Erika Ikuta؛ زادهٔ ۲۲ ژانویهٔ ۱۹۹۷) بازیگر، بازیگر خردسال، و نوازنده پیانو اهل ژاپن است.